# Fissurella mesoatlantica
Fissurella mesoatlantica is een slakkensoort uit de familie van de Fissurellidae. De wetenschappelijke naam van de soort is voor het eerst geldig gepubliceerd in 2008 door Simone.